# Józef Antoni Eysymontt
Józef Antoni Eysymontt herbu Korab (ur. ok. 1693, zm. ok. 1771) – strażnik upicki, komisarz generalny Anny Radziwiłłowej, syn Jerzego, strażnika pińskiego i Joanny Ludwiki Kirkiłłówny, stolniczanki brzeskiej.

## Życiorys
Urodził się zapewne jeszcze w Ziemi Grodzieńskiej - zapewne w Burniewie. Podobnie jak ojciec był związany z nieświezkimi Radziwiłłami, gdzie w końcu stanął na czele administracji Anny z Sanguszków Radziwiłłowej (1743), której został komisarzem generalnym. Zapewne to on wraz z bratem Gabrielem, podpisali elekcję Stanisława Leszczyńskiego w 1733. Niewątpliwie pośredniczył pomiędzy Michałem Kazimierzem Radziwiłłem, wojewodą wileńskim, a Michałem Eysymonttem, chorążym grodzieńskim, jednym z najbardziej wpływowych polityków w powiecie grodzieńskim. Wielokrotnie uczestniczył w sejmikach grodzieńskich
Był donatorem Kolegium Pijarów w Złoczowie (1748), gdzie kształcił się jego syn Marcin, późniejszy znany poeta doby Stanisławowskiej.
Już w latach 40. XVIII wieku stopniowo zaczął przenosić swoje interesy na Wołyń. W roku 1752 wykupuje Nestorowce i Jakowce, w parafii Jezierańskiej (dekanat Złoczowski) od Stanisława Poniatowskiego, dzierżawi też dobra po Wawrzyńcu Michale Eysymoncie (+1737), cześniku grodzieńskim w Pulemcu i Wólce Chrypskiej, nieopodal Włodawy, gdzie opatem Paulinów był jego kuzyn Konstanty Dominik Eysymontt (+1756).
W 1768 w Trembowli spisuje testament, na mocy którego zabezpiecza prawa synów - Jerzego i Franciszka, powierzając ich opiekę zięciowi Piotrowi Skorupce Padlewskiemu, miecznikowiczowi lwowskiemu. Umiera około roku 1771, zapewne niebawem po złożeniu w sądzie grodzkim buskim dokumentów poświadczające prawa dzieci do dóbr w powiecie grodzieńskim.

## Rodzina
Był co najmniej dwukrotnie żonaty. Z Aleksandrą Anną Urszulą Kmicianką, po której Marcin, Jerzy, stolnik grodzieński, Brygida, żona Piotra Skorupki Padlewskiego i Justyna, oraz Anną Kmicianką Radziwonowiczównąstolniczanką smoleńską (+po 1789), z którą miał syna Franciszka i córkę Wiktorię, żonę Aleksandra Duniewicza. Jego brat Gabriel Antoni (+ok. 1764), podczaszy grodzieński, zarządzał w latach 1739-51 dobrami Radziwiłłów w Żółkwi.